# Portoviejo
Portoviejo o bé San Gregorio de Portoviejo, és la capital del cantó homònim, Portoviejo, i també la capital de la província de Manabí, a l'Equador. Va ser fundada el 12 de març de 1535 per l'espanyol Francisco Pacheco (membre de l'exèrcit conqueridor de Diego d'Almagro) i s'independitza el 18 d'octubre de 1820. La ciutat es troba a pocs kilòmetres de l'oceà Pacífic i té una temperatura mitjana de 27 °C al llarg de l'any. El seu clima es tropical húmit.

## Organització
La ciutat i el cantó Portoviejo, igual que les altres localitats equatorianes, es regeix per una municipalitat que està organitzada per la separació de poders de caràcter executiu representat per l'alcalde, i un altre de caràcter legislatiu conformat pels membres del concejo cantonal.
La ciutat de Portoviejo és la capital de la província de Manabí, per la qual cosa és seu de la Governació i de la Prefectura de la província.

### Divisió política
El cantó es divideix en parròquies urbanes i rurals que estan representades pels Governs Parroquials davant l'Alcaldia de Portoviejo. Té 9 parròquies urbanes i 7 parròquies rurals.
Les parròquies urbanes són:
- 12 de març
- 18 d'octubre
- Andrés de Vera
- Colón
- Francisco Pacheco
- Sant Pablo
- Simón Bolívar
- Picoaza
- Portoviejo

Les parròquies rurals són:
- Abdón Calderón (San Francisco de Asis)
- Alhajuela (Baix Gran)
- Chirijos
- Crucita
- Poble Nou
- Riochico (Riu Chico)(la mes antiga)
- Sant Plácido

## Turisme

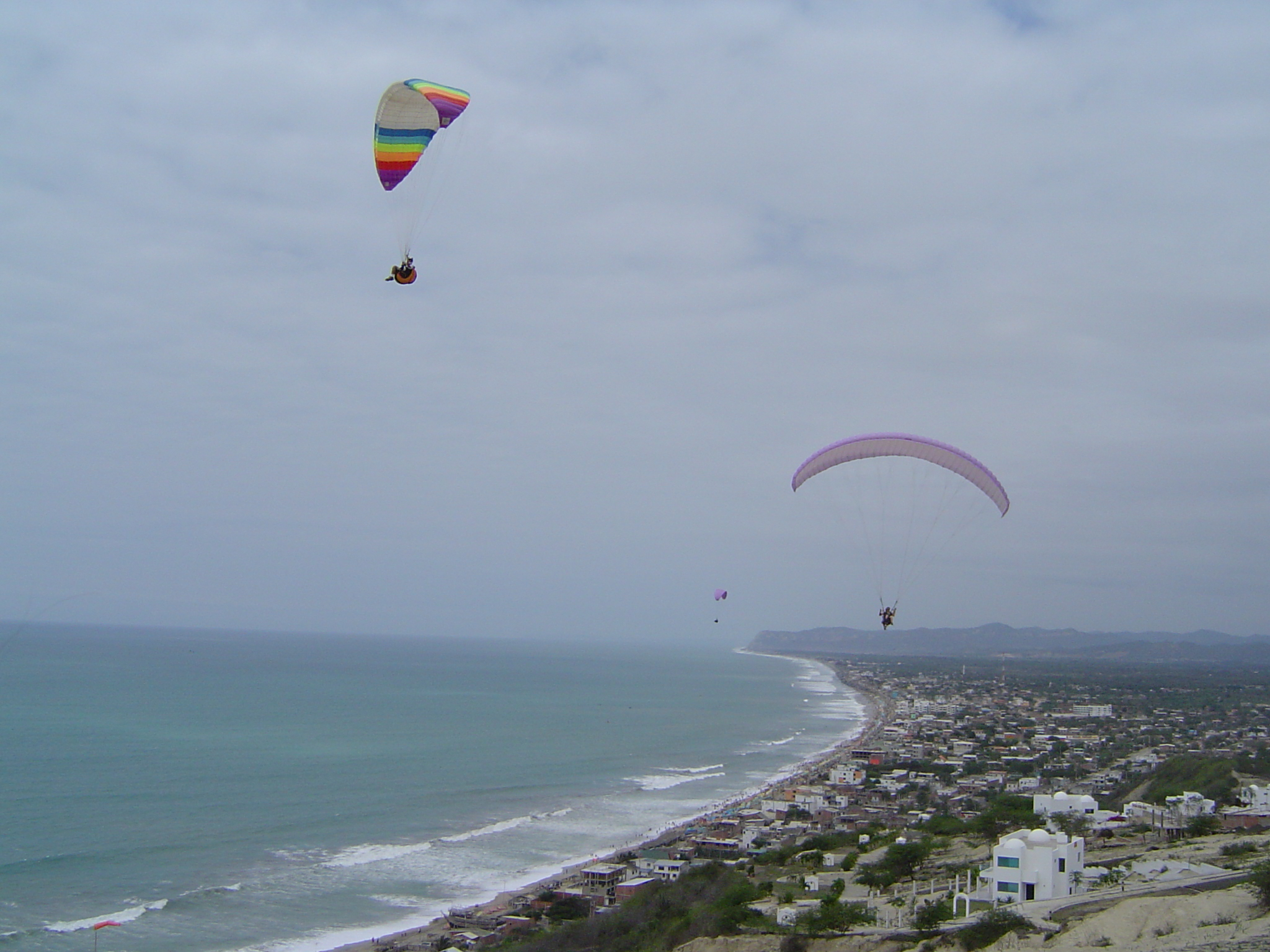
Platja Crucita

Un dels atractius turístics és la Platja Crucita, reconeguda mundialment per ser part de la pràctica de vol en parapent. Crucita rep turistes tot l'any però augmenta considerablement a l'època anomenada temporada que fa refèrencia al perìode hivernal (estació amb la temperatura ambiental més alta).
Té diversos parcs naturals: el Parc ecològic Mamey situat a la vora del Riu Portoviejo. El parc de la Universitat Tècnica de Manabí abans anomenat Jardin Botànic. Un dels més concorreguts històricament és el Parc Forestal. el Parc Central que és a l'interior de la ciutat (més petit) ple d'història, cultura i política.

## Demografia
Té una població de 280.000 habitants. És la ciutat més poblada de Manabí i la setena de l'Equador. Població composta majoritàriament per mestissos, descendents d'espanyols i de les cultures natives de la zona. Minoritàriament existeixen descendent d'italians i libanesos.

## Cultura

### Gastronomia
Posseeix una de les gastronomies mes riques i variades de l'Equador, juntament amb la resta de la província de Manabi dona la fama al "menjar manabita" caracteritzat per fer servir els peixos i mariscs, el plàtan mascle, els cacahuets (salprieta), el coriandre i les carns de vaca i pollastre. Entre els plats típics tenen fama el viche de peix, el corviche, els Bolones de verd o bola, l'encebollado, el ceviche de peix o de camarón, l'estofat de pollastre, el caldo de gallina, el pescado apanado, la cangrejada, el suero blanco, entre d'altres.

### Música
Portoviejo és seu periòdica de concerts de música predominantment de bandes de Rock locals, d'aquí que també sigui coneguda com a "Portoviejo Rock City". A l'entrada de la ciutat per l'autovia-carretera principal hi ha un rètol que dona la benvinguda a la ciutat amb aquesta frase.

### Art
La ciutat té i ha tingut escriptors de poesía i literatura. Va ser residència del novel·lista Horacio Hidrovo Velásquez fins a la seva mort a l'any 1962.
Destaquen les trobades amb ball i recital dels amorfinos (frases cantades amb rima).

Pintors i escultors de Portoviejo són coneguts dins i fora de l'Equador. L'escultor Teddy Cobeña, resident a Catalunya, va néixer a aquesta ciutat.

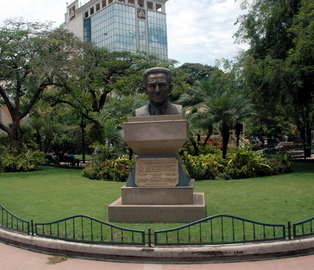
Parc Central
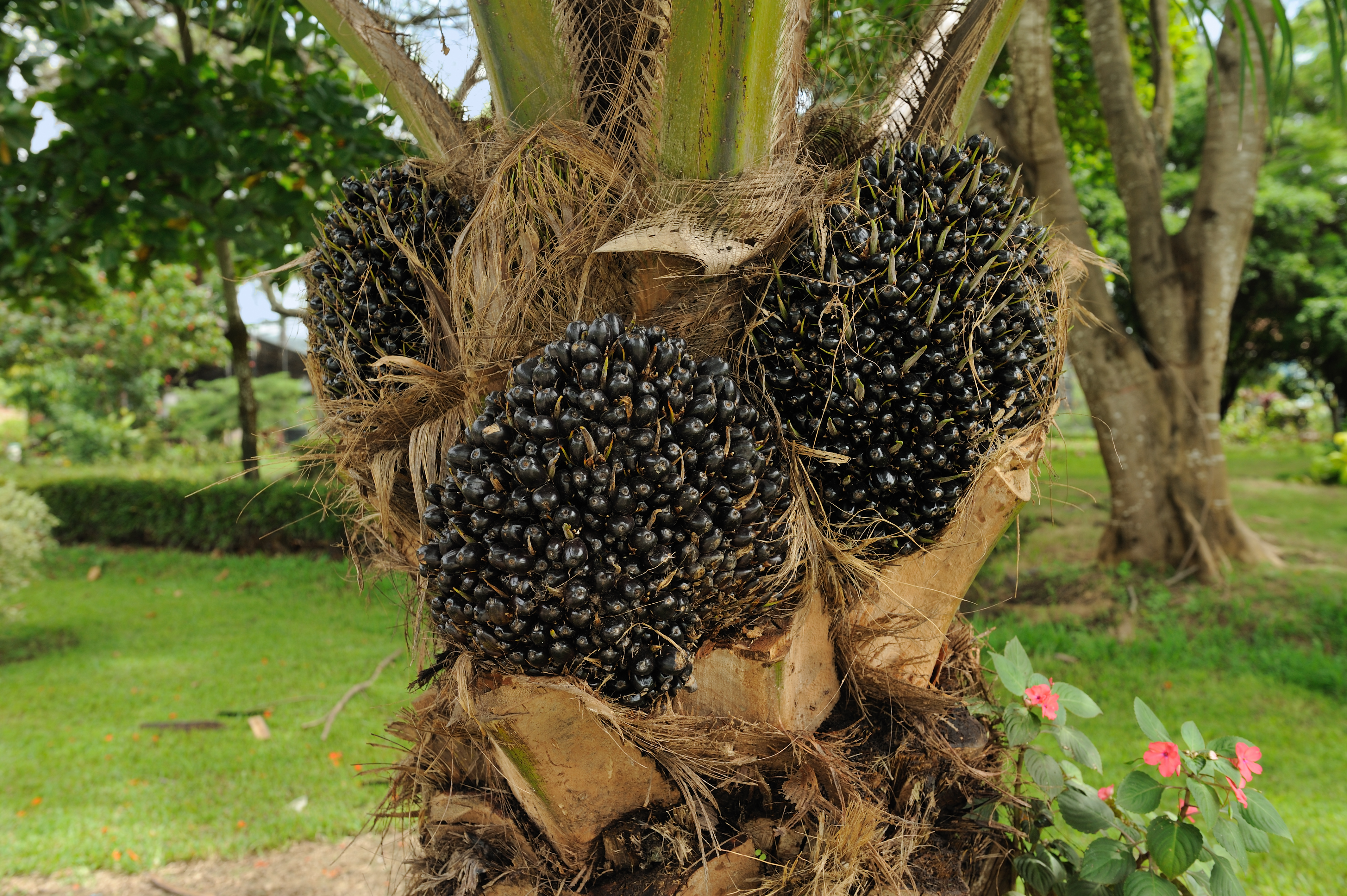
Arbre del Parc Botànic

### Esport
L'equip de futbol de la ciutat es diu Liga Deportiva Universitaria de Portoviejo. L'estadi, escenari de diversos partits, té el nom de Reales Tamarindos.

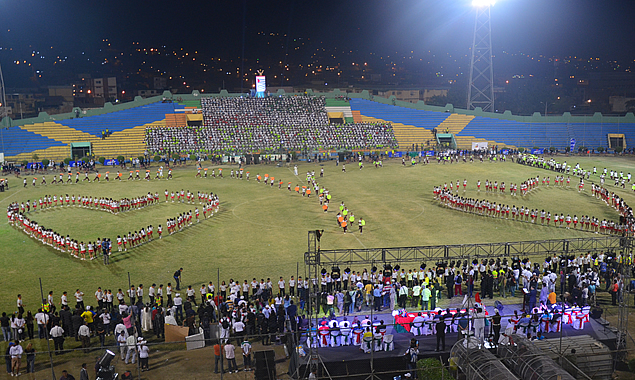
Estadi de futbol Reales Tamarindos de Portoviejo

## Educació
La ciutat té múltiples centres públics i privats d'educació primària i secundària. Té tres universitats on s'estudien carreres tècniques i científiques: la Universitat Tècnica de Manabí (UTM), la Universidad de San Gregorio de Portoviejo (USGP) i la Pontificia Universidad del Ecuador.

## Agermanaments
- Baracaldo (Euskadi)